# Victoria Granatto
Pour les articles homonymes, voir Granatto.
María Victoria Granatto née le 9 avril 1991 en Argentine, est un joueur argentin de hockey sur gazon. Elle est la sœur aînée de la joueuse de hockey et coéquipière argentine María José Granatto. Elle joue avec l'équipe nationale argentine de hockey sur gazon, remportant la médaille d'argent aux Jeux olympiques d'été de 2020.

## Carrière
En 2019, Granatto a été appelée dans l'équipe nationale féminine senior. Elle a concouru dans l'équipe qui a terminé quatrième de la Ligue professionnelle 2019 à Amsterdam.
Elle a remporté une médaille d'or aux Jeux panaméricains de 2019 à Lima.